# Шумейко, Сергей Анатольевич
Сергей Анатольевич Шумейко (род. 17 февраля 1993, Почеп, Брянская область, Россия) — российский футболист, защитник.

## Карьера
Начал карьеру в «Академии Тольятти». В сезоне 2013/14 года завоевал золотые медали первенства ПФЛ в составе ФК «Тюмень».
В сезоне 2014/15 года выступал за «СКА-Энергию» из города Хабаровск. Летом 2016 года перешёл в команду высшей Латвийской лиги ФК «Рига», где провёл 10 матчей. В феврале 2017 года подписал контракт с футбольным клубом «Авангард» (Курск). В июле 2017 года подписал контракт с воронежским «Факелом», из которого во второй половине сезона отправлялся в аренду в словакский «Земплин».
В июле 2023 года Сергей Шумейко был назначен на должность спортивного директора в ивановском «Текстильщике».

## Достижения
- Победитель Первенства ПФЛ: 2013/14
- Победитель Первенства ПФЛ: 2016/17